# Ännchen von Tharau
Ännchen von Tharau, en sambiano: Anke van Tharaw, también escrito como: Ähnchen von Tharau (Anita de Tharau) es el título de una canción popular originaria de Prusia Oriental en el siglo XVII que narra en diecisiete estrofas la historia de Anna Neander, la hija del pastor de Tharau, hoy Wladimirowo en Kaliningrado.

## Personaje histórico
Anna Neander (1615 - 28 de septiembre de 1689) era hija del pastor de Tharau, Martin Neander, quedó huérfana en 1629 y fue criada por su tutor en Königsberg. Se cree que allí conoció al poeta Simon Dach.
Anna contrajo nupcias en 1636 con el Rvdo. Juan Partatius. Ambos se mudaron a Trempen, actualmente Novostrojevo en el distrito de Darkehmen, y en 1641 se establecieron en Laukischken (Saranskoje) en el distrito de Labiau, donde vivió aproximadamente 35 años. Su esposo murió en 1646, y entonces Anna se casó con su sucesor en la parroquia, el Rvdo. Christopher Amt. Luego de seis años su nuevo esposo también falleció, y Anna contrae nupcias con el siguiente sucesor parroquial, Rvdo. Johann Beilstein. Los casamientos de este tipo correspondían en aquella época a la idea de preservar o mantener a la viuda del pastor. 
Después de que Anna sobreviviera a su tercer marido, se muda en 1676 a Insterburg a casa de su hijo mayor, Friedrich Partatius, quien a la sazón era ministro de la iglesia local, donde murió y fue enterrada en el cementerio de la localidad. Hasta el día de hoy un monumento la recuerda en esa ciudad.

## La canción
El texto original en bajo prusiano fue escrito en ocasión del primer matrimonio de Anna Neander en 1636. Prácticamente no existen dudas de que el autor de la letra fue el poeta Simon Dach. La primera versión musical la publicó en 1642 el compositor Heinrich Albert, sobre la base de unas variaciones para danzas tituladas Ännerlein von Torgen (1590) de autor desconocido. En 1778 Johann Gottfried Herder adaptó la letra al alto alemán y en 1827 Friedrich Silcher compuso una nueva melodía, que es la versión conocida actualmente.